# Jože Međimurec
Josip „Jože” Međimurec (ur. 6 sierpnia 1945 w Pince-Marof) – jugosłowiański lekkoatleta, średniodystansowiec.
Odpadł w eliminacjach biegu na 800 metrów na mistrzostwach Europy w 1966 w Budapeszcie. Zajął 4. miejsce w sztafecie 3 × 1000 metrów i odpadł w eliminacjach sztafety szwedzkiej 1+2+3+4 okrążenia na europejskich igrzyskach halowych w 1967 w Pradze. Na kolejnych europejskich igrzyskach halowych w 1968 w Madrycie odpadł w eliminacjach biegu na 800 metrów, a na europejskich igrzyskach halowych w 1969 w Belgradzie zajął w tej konkurencji 7. miejsce. Odpadł w półfinale biegu na 800 metrów na mistrzostwach Europy w 1969 w Atenach.
Zdobył brązowy medal w biegu na 800 metrów na halowych mistrzostwach Europy w 1970; pokonali go tylko Jewhen Arżanow ze Związku Radzieckiego i Juan Borraz z Hiszpanii. Na kolejnych  halowych mistrzostwach Europy w 1971 w Sofii odpadł w eliminacjach biegu na 1500 metrów. Zajął 7. miejsce w biegu na 800 metrów na mistrzostwach Europy w 1971 w Helsinkach, a na igrzyskach śródziemnomorskich w 1971 w Izmirze wywalczył srebrny medal na tym dystansie. Odpadł w eliminacjach biegu na 800 metrów na halowych mistrzostwach Europy w 1972 w Grenoble. Na igrzyskach olimpijskich w 1972 w Monachium Međimurec odpadł w półfinale biegu na 800 metrów i eliminacjach biegu na 1500 metrów. Zajął 5. miejsce w biegu na 800 metrów na halowych mistrzostwach Europy w 1973 w Rotterdamie.
Međimurec był wielokrotnym zwycięzcą mistrzostw krajów bałkańskich: w biegu na 800 metrów w 1960, 1970, 1971 i 1972 oraz w biegu na 1500 metrów w 1970 i 1971.
Był mistrzem Jugosławii w biegu na 800 metrów w latach 1966 i 1968–1972 oraz w biegu na 1500 metrów w 1971.
Czterokrotnie poprawiał rekord Jugosławii w biegu na 800 metrów do rezultatu 1:46,9, osiągniętego 7 września 1971 w Berlinie.